# فوينيليف
فوينيليف (Войнилів) هي مدينة في مقاطعة إفانو-فرانكيفسكا في أوكرانيا.
يبلغ عدد سكانها حوالي 2540 نسمة.